# Інститут Георгія Еліави
Інститут бактеріофагів, мікробіології та вірусології імені Георгія Еліава (також відомий як Тбіліський бактеріологічний інститут) активно працює з 1930-х років у галузі фагової терапії, яка використовується для боротьби з мікробною інфекцією (особливо штамів, стійких до антибіотиків).

## Історія
Інститут був відкритий у Тбілісі в 1923 році та був до того бактеріологічною лабораторією. Його засновник, професор Георгій Еліава, досліджуючи у 1917 році воду річки Кура на наявність холерного вібріона, зробив наступне відкриття: Посів води на основний пептоновий розчин призводить протягом перших годин до утворення мікробної плівки; дослідження сухих забарвлених препаратів дозволяє визначити наявність морфологічно типових вібріонів; але посів плівки на агар — не призводить до видимого росту; холерні вібріони «зникали»; тільки, в місці посіву, поверхня агару втрачала свій звичайний блиск, ставала матовою. У 1919-1921 роках, під час роботи в Інституті Пастера в Парижі він познайомився з Феліксом д'Ерелем та зміг розібратися в природі цього явища. Там Еліава надихнувся можливостями бактеріофагів у лікуванні бактеріальних захворювань і запросив д'Ереля відвідати його лабораторію в Грузії. 
Д'Ерель двічі відвідав Тбілісі в 1933–34 роках і погодився працювати з професором Еліавою. Є припущення, що д'Ерель захопився комуністичною ідеєю. У 1934 році Йосип Сталін запросив д'Ереля до інституту в Тбілісі; він погодився і пропрацював там близько 18 місяців. Д'Ерель присвятив Сталіну одну зі своїх книг «Бактеріофаг і феномен одужання», написану й видану в Тбілісі в 1935 році.
Однак далі співпрацювати двом вченим не судилося. Приблизно в той час, коли д'Ерель мав оселитися в Грузії, у 1937 році Георгія Еліава було засуджено і страчено як ворога народу. Д'Ерель повернувся до Франції. Радянська влада так і не дозволила йому повернутися до Грузії. До того ж книгу Д'Ереля заборонили до розповсюдження.
Попри ці події, інститут не змінив своєї спеціалізації, а продовжив діяльність у галузі дослідження бактеріофагів. У 1938 р. Інститут дослідження бактеріофагів та Інститут мікробіології та епідеміології (заснований окремо в 1936 році) об'єдналися, і був утворений Інститут мікробіології, епідеміології та бактеріофагів. Він проіснував до 1951 року і підпорядковувався Народному комісаріату з охорони здоров'я Грузії. Після 1951 року він перейшов у підпорядкування системі «Інститутів вакцин і сироваток» Міністерства охорони здоров'я СРСР.  За заявками Міністерства охорони здоров’я сотні тисяч зразків патогенних бактерій надсилали в Інститут з усього Радянського Союзу для виділення найдієвіших штамів фагів з найкращими характеристиками.
Із самого початку роботи інститут складався з виробничого та наукового (дослідницького) підрозділів. У 1988 році інститут знову був реорганізований і став науково-виробничим об'єднанням «Бактеріофаг» із виробничими майданчиками в Уфі, Хабаровську і Горькому (Нижньому Новгороді). Приблизно в цей же час його наукову частину було перейменовано в «Науково-дослідний інститут бактеріофагів імені Георгія Еліава».
Відповідно до початкових намірів Д'Ереля та Еліави, Інститут бактеріофагів протягом багатьох років зберігав своє лідерство серед інших інститутів подібного профілю. Теймураз Чанішвілі очолював наукову частину інституту понад 30 років, аж до своєї смерті в серпні 2007 року.

## Інститут за залізною завісою
Інститут у Тбілісі став загальносоюзним інститутом з розробки та виробництва препаратів бактеріофагів. Пацієнти з важкими інфекційними захворюваннями з усього Радянського Союзу приїжджали сюди, щоб пройти лікування. Бактеріофаги стали звичною частиною лікування в клініках і лікарнях. Мазі для шкіри, а також таблетки, краплі та ополіскувачі на основі фагів продавалися і досі продаються в аптеках Східної Європи за низькими цінами.
Після того, як в 1991 році Республіка Грузія вийшла зі складу СРСР та почалася громадянська війна в Грузії, тбіліська будівля інституту була майже зруйнована. Приміщення Інституту Еліава були пошкоджені, а десятиліття досліджень бактеріофагів ледь не зійшли нанівець. Тисячі зразків бактеріофагів, віднайдених протягом багатьох років і каталогізованих у величезних холодильних «бібліотеках», зазнали незворотної шкоди через часті перебої в електропостачанні. Вочевидь, росіяни перевезли частину обладнання на свою територію і побудували заводи з виробництва бактеріофагів в інших місцях. Зрозуміло, вони усвідомлювали значення цих досліджень, а також важливість продовження терапії бактеріофагами. Ситуація в Інституті Еліава продовжувала погіршуватися, допоки він не опинився на межі закриття.
Однак у 1997 році Бі-Бі-Сі випустило репортаж про інститут, що викликало бурхливий інтерес ЗМІ на Заході. Заголовки новин привернули увагу лікарів і вчених до Тбілісі, а також, що найважливіше, енергійних підприємців з усього світу, які були сповнені рішучості допомогти врятувати інститут і його запаси та повністю вивчити потенціал цієї «нової» та високодієвої терапії. Грузинські вчені, чиї імена були так чи інакше пов'язані з інститутом, побачили чудову можливість, і деякі з них емігрували на Захід, щоб взяти участь у спільних проєктах. Деякі з цих міжнародних проєктів інституту можна побачити на вебсайті Грузинської академії наук, до складу якої тепер входить Інститут імені Георгія Еліава.
Нинішнім директором Інституту Еліава є Мзія Кутателадзе.

## Лабораторії
До складу інституту входять наступні лабораторії: лабораторія фізіології мікроорганізмів, лабораторія біохімії, лабораторія морфології бактеріофагів, лабораторія імунології (включає групу вірусології), лабораторія стандартизації та депонування бактеріофагів (включає групу бруцел та анаеробних бактеріофагів), лабораторія біотехнології та генної інженерії (включає групу селекції та систематики бактеріофагів), лабораторія екології мікроорганізмів та лабораторія генетики мікроорганізмів та бактеріофагів.

## Виноски
1. 1 2  Бактериофаг и феномен выздоровления — Д’Эрелль Феликс. www.klex.ru. Процитовано 3 грудня 2024.
2. ↑  ГЛАВА 12 Феликс д’Эрелль в Грузии. Охота на рыжего дьявола. Роман с микробиологами. biography.wikireading.ru. Процитовано 23 жовтня 2024.
3. ↑  Kuchment, Anna (9 грудня 2011). The Forgotten Cure: The Past and Future of Phage Therapy (англ.). Springer Science & Business Media. с. 31—33. ISBN 978-1-4614-0250-3.
4. ↑  Воронкова; Сірокваша; Полішко; Вінніков (2012). ПЕРСПЕКТИВИ ВИКОРИСТАННЯ ДІАГНОСТИЧНИХ ТА ЛІКУВАЛЬНИХ ПРЕПАРАТІВ БАКТЕРІОФАГІВ У МЕДИЦИНІ (PDF). Дніпропетровський національний університет ім. Олеся Гончара. Вісник Дніпропетровського університету.
5. ↑  TEDx Talks (8 березня 2012), TEDxTbilisi - Revaz Adamia - Applied Aspects of Bacteriophages, процитовано 24 жовтня 2024
6. ↑  Stone, Richard (25 жовтня 2002). Stalin's Forgotten Cure (PDF). Science (англ.). Т. 298, № 5594. с. 728—731. doi:10.1126/science.298.5594.728. ISSN 0036-8075. Процитовано 24 жовтня 2024.
7. ↑  The Virus That Cures. BBC Horizon, 1997, 1997, процитовано 24 жовтня 2024
8. ↑  Judith Bunting (6 квітня 2022), The Virus that Cures - BBC Horizon 540p, процитовано 24 жовтня 2024
9. ↑  Bio Terror & Superbugs. www.journeyman.tv (англ.). SBS Australia. Процитовано 24 жовтня 2024.
10. ↑  Kohn, David (19 вересня 2002). Silent Killers: Fantastic Phages? - CBS News. www.cbsnews.com (амер.). Процитовано 24 жовтня 2024.
11. ↑  The viruses that prey on human diseases. www.bbc.com (брит.). Процитовано 18 грудня 2024.
12. ↑  Жінку заразили вірусом, щоб убити супербактерію. Як це працює? — Suntimes. suntimes.com.ua. Процитовано 26 жовтня 2024.
13. ↑  Eskenazi, Anaïs; Lood, Cédric; Wubbolts, Julia; Hites, Maya; Balarjishvili, Nana; Leshkasheli, Lika; Askilashvili, Lia; Kvachadze, Leila; van Noort, Vera (18 січня 2022). Combination of pre-adapted bacteriophage therapy and antibiotics for treatment of fracture-related infection due to pandrug-resistant Klebsiella pneumoniae. Nature Communications (англ.). Т. 13, № 1. с. 302. doi:10.1038/s41467-021-27656-z. ISSN 2041-1723. Процитовано 26 жовтня 2024.
14. ↑  Parfitt, Tom (2005-06). Georgia: an unlikely stronghold for bacteriophage therapy. The Lancet (English) . Т. 365, № 9478. с. 2166—2167. doi:10.1016/S0140-6736(05)66759-1. ISSN 0140-6736. Процитовано 18 грудня 2024.
15. ↑  Thiel, Karl (2004-01). Old dogma, new tricks—21st Century phage therapy. Nature Biotechnology (англ.). Т. 22, № 1. с. 31—36. doi:10.1038/nbt0104-31. ISSN 1546-1696. Процитовано 18 грудня 2024.
16. ↑  Institute Structure. institute (англ.). Архів оригіналу за 15 жовтня 2024. Процитовано 24 жовтня 2024.
17. ↑  Scientific laboratories. institute (англ.). Процитовано 24 жовтня 2024.